# Pierre Cheret
Pierre Cheret (1793 - 1864) fou un músic francès.
Només va compondre romances i melodies vocals, algunes d'elles molt notables, com les titulades La Petite Fille, La soeur du matelot, La mère de l'Écossais i La Folle de Venise.